# San Cayetano, Celaya
San Cayetano är en ort i Mexiko.   Den ligger i kommunen Celaya och delstaten Guanajuato, i den centrala delen av landet, 220 km nordväst om huvudstaden Mexico City. San Cayetano ligger 1 771 meter över havet och antalet invånare är 1 049.
Terrängen runt San Cayetano är platt åt sydost, men åt nordväst är den kuperad. Terrängen runt San Cayetano sluttar söderut. Runt San Cayetano är det tätbefolkat, med 343 invånare per kvadratkilometer. Närmaste större samhälle är Celaya, 8,9 km söder om San Cayetano. Trakten runt San Cayetano består till största delen av jordbruksmark.